# Турессон, Йёте Вильгельм
Гёте Вильгельм Турессон (швед. Göte Wilhelm Turesson; 6 апреля 1892 — 30 декабря 1970) — шведский эволюционный биолог и ботаник.

## Биография
Йёте Вильгельм Турессон родился 6 апреля 1892 года в Мальмё В 1914 году он окончил обучение в Вашингтонском университете и получил степень бакалавра, в 1915 году — степень магистра. В 1923 году Турессон вернулся в Швецию и получил степень доктора философии в Лундском университете. До 1927 года он читал лекции в Лундском университете, в 1935—1958 годах был профессором систематической ботаники и генетики в Сельскохозяйственном колледже.
Идеи и выводы Турессона имели длительное влияние на эволюционную биологию растений. Он сделал значительный вклад в экологическую генетику и ввел термины экотип и апомиксис. Турессон провел большую работу, чтобы продемонстрировать наличие генетической базы дифференциации популяций растений. Эта работа существенно отличалась от работ большинства исследователей на то время, которые считали, что дифференциация популяций растений обусловлена фенотиповой пластичностью. Кроме того, Турессон пришел к выводу, что дифференциация популяций растений в основном была обусловлена естественным отбором.
Йёте Вильгельм Турессон умер 30 декабря 1970 года в Уппсале.

## Награды
Почётный член «Ботанического общества Эдинбурга» (1934), «Лундского ботанического общества» (1953), «Генетического общества Японии» (1958), «Менделийского общества в Лунде», 1960. Член-корреспондент «Societas zoologica-botanica Fennica Vanamo» (1945). Также был избран членом «Королевского физиографического общества в Лунде» (1939), «Шведской академии сельского и лесного хозяйства» (1945), «Королевского общества наук в Уппсале» (1945). Он был удостоен почетной медали Кристиана X. В 1958 году он был награжден престижной медалью Дарвина — Уоллеса Лондонского Линнеевского общества.

## Отдельные публикации
- Turesson, G. (1914). Slope exposure as a factor in the distribution of Pseudotsuga taxifolia in arid parts of Washington. Bulletin of the Torrey Botanical Club 41 (6): 337—345.
- Turesson, G. (1922a). The species and variety as ecological units. Hereditas 3: 100—113.
- Turesson, G. (1922b). The genotypical response of the plant species to the habitat. Hereditas 3: 211—350.
- Turesson, G. (1925). The plant species in relation to habitat and climate. Hereditas 6: 147—236.